# Hunt Emerson
Pour les articles homonymes, voir Emerson.
Hunt Emerson (1952) est un auteur de bande dessinée britannique.
Célèbre pour son humour absurde, Ermerson a été dans les années 1970 une figure importante de la bande dessinée underground. Son trait est inspiré à la fois par Robert Crumb et Leo Baxendale.

## Publications françaises
- Histoires de la grande vache, Artefact, coll. « La Graphe », 1981.
- Thundergods, Artefact, coll. « La Graphe », 1982.
- L'Amant de Lady Chatterley (d'après le roman de D. H. Lawrence), Albin Michel, 1992  (ISBN 2226056742).
- Firkin t. 1 : Si les trous du cul volaient... (scénario), avec Tym Manley (dessin), Zebu Éditions, coll. « Psikopat », 1999  (ISBN 2908806223).